# Círculo Catalán de Madrid
El Círculo Catalán de Madrid es una entidad fundada en 1952 en Madrid por los catalanes residentes en Madrid. Posee una Biblioteca, un Auditorio, una Agrupación Sardanista y un Restaurante. Para más información consultar: https://cerclecatala-madrid.net/
Está situado en la Plaza de España nº 6. Su presidente en el año 2014 es Don Albert Masquef Nogués.
En palabras de su presidente: 
"Además del componente sentimental de estar más cerca de Cataluña, el hecho de ser socio del Cercle Català de Madrid permite recibir en su domicilio la revista Noticia Catalana, el boletín Tot Cercle, el avance de actos y toda la información que el Círculo genera a lo largo del año. También da derecho al uso y disfrute de las instalaciones y a participar en todas las actividades que se organizan, a bonificaciones en los precios de los seminarios y cursos como las clases de catalán o el taller de teatro."
"Podrá celebrar sus fiestas privadas en nuestros salones, utilizar la biblioteca, participar en las actividades de las diferentes secciones: Club de Empresa, Viajes, Diada de Cataluña, Fiesta Mayor, Premios del Círculo Catalán, Fedipica, Grupo de Teatro Santiago Rusiñol, Esbart Dansaire Maig, Colla Sardanista, Cofradía de Ntra. Sra. de Montserrat, Clases de Catalán, Baile de Salón, Dibujo y Pintura, Foro Femenino, Foro Siglo XXI, Deportes (aeromodelismo, aerostación, tenis mesa, go, senderismo, penya blaugrana), Amigos de a Bona Taula, Amigos de los Viernes, etc."
Esta entidad creó la Fuente de la Sardana, en los Jardines del Retiro de Madrid.
En 2002 recibió la Cruz de Sant Jordi en reconocimiento a:

su papel de representación de nuestra comunidad autónoma en la capital del Estado, donde lleva a cabo una tarea muy positiva que contribuye a ensanchar los puentes del diálogo entre culturas. Sus numerosas actividades favorecen, notoriamente, el mejor conocimiento en Madrid de la lengua catalana y de la cultura que se expresa.
Cruz de Sant Jordi (2002).